# Ammodramus bairdii
El gorrión sabanero pálido o chingolo de Baird (Ammodramus bairdii) es una especie de ave paseriforme de la familia Passerellidae que se distribuye por las grandes praderas de América del Norte. Su nombre conmemora al naturalista estadounidense Spencer Fullerton Baird.
Los adultos miden 13 o 14 cm de longitud. Es de color pardo amarillento, con partes dorsales listadas y vientre blanco. Se diferencia de otras especies de su género por la presencia de rayas finas negras en el pecho y por la corona oscura dividida por una raya color ocre. La cara es amarillenta rayada con oscuro en mejillas y garganta.
El canto del macho es musical, empieza con tres notas agudas y finaliza en un tono más bajo.
Habita en extensas áreas de pastizales, en la parte norte de las Grandes Llanuras. En invierno migran al suroeste de los Estados Unidos. Hay también algunos registros ocasionales en el noroeste de México.
Se alimentan de insectos en verano y principalmente de semillas en invierno.